# Kiukainencultuur
De Kiukainencultuur (ook wel Kiukaiscultuur genoemd) was een Scandinavische archeologische cultuur tijdens het Neolithicum (circa 2400-1500 v. Chr.). De cultuur was geconcentreerd in het hedendaagse Zuidwest-Finland, maar wordt ook in verband gebracht met archeologische vondsten in Gotland, Åland en Hälsingland. Aangenomen wordt dat deze cultuur een samensmelting was van de oudere strijdbijlcultuur (een tak van de touwbekercultuur) en de kamkeramiekcultuur.
De cultuur is genoemd naar de voormalige Finse gemeente Kiukainen, waar de Finse archeoloog en museumdirecteur Matti Kauppinen (1843-1936) de eerste artefacten van deze cultuur heeft gevonden.

## Kenmerken
Het volk leefde van de visserij en de jacht. De keramiek die het maakte wordt gekenmerkt door potten met platte bodems, gedecoreerd met onder meer putjes en kam-ornamenten in verschillende combinaties. Textielkeramiek komt ook veel voor.

## Hedningahällan
Op een hoge klif in de Oost-Zweedse gemeente Hudiksvall liggen overblijfselen van een neolithische nederzetting genaamd 'Hedningahällan', die ten tijde van de bewoning een eiland voor de kust was. Daar gevonden bijlen en keramiek doen sterk denken aan Kiukainen-keramiek, maar de overeenkomsten kunnen ook op toeval berusten.